# Râul Isachea
Râul Isachea este un curs de apă, afluent al râului Moldova. 

## Hărți
- Harta județului Suceava